# Blaustiel-Schleimfuß
Der Blaustiel-  oder Violettstielige Schleimfuß (Cortinarius collinitus, Syn.: Cortinarius muscigenus) ist ein Blätterpilz aus der Familie der Schleierlingsverwandten (Cortinariaceae). Er hat einen sehr schleimigen, gelb- bis rostbraun gefärbten Hut und einen ebenso schleimigen, jung violett-bläulichen Stiel. Das Fleisch und die Huthaut schmecken mild. Die großen mandelförmigen Sporen sind mindestens 10 µm lang und grob warzig ornamentiert. Der Mykorrhizapilz ist in der Regel mit Fichten vergesellschaftet. Die Fruchtkörper erscheinen von Juli bis Oktober überwiegend in Nadelwäldern. Der Pilz ist essbar.

## Merkmale

### Makroskopische Merkmale
Der sehr schleimige Hut hat einen Durchmesser von 3,5–10 cm. Er ist anfangs gewölbt, dann ausgebreitet und oft stumpf gebuckelt. Der Hut ist gelb- oder goldbraun bis stumpf orange- oder rostbraun gefärbt. Der Buckel ist oft dunkler fast kastanienbraun gefärbt. Junge Hüte können durch ihre dicke Schleimschicht fast olivbraun wirken. Der anfangs eingerollte Rand ist glatt und erst im Alter durchscheinend gerieft.
Die jung blass violetten und später mehr oder weniger rostbraunen Lamellen stehen ziemlich gedrängt. Sie sind ausgebuchtet am Stiel angewachsen. Die Schneiden können manchmal weiß sein. Das Sporenpulver ist zimt- bis rostbraun.
Der schlanke Stiel ist 5–12 (14) cm und 0,7–2 cm breit. Er ist mehr oder weniger zylindrisch oder zur Basis hin verjüngt. Die Stielspitze ist weißlich oder schwach bläulich. Durch den schleimigen Überzug erscheint der Stiel blass violettlich. Die Schleimauflage reißt im Alter manchmal natterig auf.
Das Fleisch ist jung weiß, dann weißlich bis gelblich-weiß und läuft im Alter an der Basis mehr oder weniger rostbraun an. In der Stielspitze hat es gelegentlich eine bläuliche Tönung. Das Fleisch schmeckt mild und ist mehr oder weniger geruchlos. Eventuell kann der Geruch auch etwas unangenehm dumpf und der Geschmack leicht bitterlich sein.

### Mikroskopische Merkmale
Die fein warzigen Sporen sind ellipsoid bis mandel- oder fast zitronenförmig. Sie messen 12–15 (20) × 7–8 (9) µm. Die Lamellenschneiden sind fertil und ohne Zystiden. Die Hyphen tragen Schnallen.

## Artabgrenzung
Der Blaustiel-Schleimfuß ist typischer und recht häufiger Vertreter der Untergattung Myxacium. Die Arten dieser Gruppe zeichnen sich durch ihren schleimigen Hut und Stiel aus. Junge Fruchtkörper sind fast vollständig mit einer Schleimhülle umgeben. Nur bei sehr trockener Witterung kann diese Schicht eintrocknen. Dann hinterlässt sie eine leichte Natterung auf dem Stiel. Der Schleierling ist gekennzeichnet durch den Nadelwald-Standort, seinen in der Jugend mehr oder weniger bläulich-violette getönten Stiel (besonders an der Stielspitze), seine warme, gold- bis orangebraune Hutfarbe und seine äußerst großen, mehr oder weniger mandelförmigen Sporen.
Er kann mit mehreren Verwandten aus der gleichen Untergattung verwechselt werden. Der Runzeliggeriefte Schleimfuß (Cortinarius stillatitius) besitzt einen runzelig gerieften Hutrand und wirkt durch seinen kürzeren Stiel etwas gedrungener. Ihm fehlen im gesamten Fruchtkörper die Schnallen, außerdem ist er eine Charakterart saurer und neutraler Buchenwälder.
Ebenfalls ähnlich kann der seltene Heide-Schleimfuß (C. mucosus) sein. Ihm fehlen die violetten Töne an Stiel und in den Lamellen, während der Natternstielige Schleimfuß (C. trivialis) an seinem stark genatterten Stiel, dem dunkler und stumpfer gefärbten Hut und den kleineren Sporen zu erkennen ist. Andere Schleierlinge mit braunem Hut und violetten Lamellen haben einen trockenen Stiel.

## Ökologie und Verbreitung

Europäische Länder mit Fundnachweisen des Blaustiel-Schleimfußes.
Legende:
Länder mit Fundmeldungen
Länder ohne Nachweise
keine Daten
außereuropäische Länder

Der Blaustiel-Schleimfuß ist auf der kompletten nördlichen Erdhalbkugel verbreitet und wurde in Nordamerika (USA), Asien (China, Japan, Nordkorea, Südkorea) und Europa nachgewiesen. Er ist in nahezu ganz Europa verbreitet. Im Süden findet man ihn von Spanien bis Bulgarien. Auch in Großbritannien und auf der irischen Insel ist der Schleimfuß weit verbreitet, wenn auch recht selten. In den Niederlanden ist er sehr selten (kein Nachweis mehr seit 1987). Im Norden kommt er in ganz Fennoskandinavien vor. Dort reicht sein Verbreitungsgebiet in Schweden und Finnland bis nach Lappland und in Norwegen bis zum Nordkap. Auch auf Grönland wurde er nachgewiesen. In den Alpenländern Liechtenstein, Österreich, Schweiz ist der Blaustiel-Schleimfuß häufig und oft massenhaft anzutreffen. In Deutschland ist er besonders in den Mittelgebirgen nicht selten.
Er bevorzugt in Mitteleuropa montane bis subalpine Standorte. In der Schweiz liegt der höchstgelegene Fundort auf 2110 m NN und auch in Österreich liegen die höchsten Fundorte über 2100 m. Die optimale Jahresdurchschnittstemperatur von liegt bei 7 °C, die Jahreshöchsttemperatur bei 9 °C.
Der Mykorrhizapilz wächst überwiegend im Nadelwald, sein wichtigster Wirtsbaum ist die Fichte. Bisweilen findet man ihn auch bei Kiefern und nur selten auch im Laubwald. Die Fruchtkörper erscheinen von Juli bis Oktober. Der Pilz wächst bevorzugt auf sauren Böden. 61 % der Nachweise in Österreich wuchsen auf Silikat- und nur 17 % wurden auf Kalkböden nachgewiesen.

## Systematik
Überraschenderweise ist es gar nicht so einfach, den korrekten wissenschaftlichen Namen für den Blaustiel-Schleimfuß anzugeben, da die Frage immer noch (Stand 2015) kontrovers diskutiert wird. Das Problem beginnt 1797. Da zeichnete und beschrieb James Sowerby einen Schleierling, den er im Südwesten Londons in einem Park unter einer Eiche gefunden hatte und gab ihm den Namen Agaricus collinitus. Es ist allerdings sehr unwahrscheinlich, dass er ein Exemplar dieser Art (im Sinne des heutigen Artkonzeptes) zeichnete und beschrieb. 1801 übernahm C.H. Persoon diesen Namen in seinem Werk Synopsis methodica fungorum und verwies in seiner Beschreibung auf Pierre Bulliards Tafeln 549 und 596 Fig. 2, die möglicherweise Cortinarius mucosus und Cortinarius trivialis darstellen. 1821 übernahm auch Elias M. Fries den Namen und teilweise auch Persoons Artkonzept in seiner Systema Mycologicum, wodurch Sowerbys Name sanktioniert wurde. Fries Artauffassung entspricht allerdings mehr oder weniger unserer heutigen Vorstellung von Cortinarius trivialis. 1838 stellte Fries das Taxon schließlich in die Gattung Cortinarius und wird daher in vielen wissenschaftlichen Publikationen als Erstautor angegeben. Allerdings war er nicht der Erste, der diese Neukombination durchführte. Bereits 1821 hatte  der britische Botaniker Samuel Frederick Gray das Taxon als Cortinaria collinita (lateinische Femininform des Namens) in die Gattung Cortinarius gestellt. 1871 stellte Paul Kummer die Art als Myxacium collinitum in die Gattung Myxacium und folgte damit einem Bestreben vieler Mykologen, die große und unübersichtliche Gattung Cortinarius in kleinere Einheiten aufzuspalten.
Der dänische Mykologe J.E. Lange war einer der wenigen Mykologen seiner Zeit, der sich näher mit den Schleierlingen beschäftigte. Lange war entschieden gegen eine Aufspaltung der Gattung Cortinarius. Er erkannte, dass das friesische Artkonzept von C. collinitus zu weit gefasst war. 1940 stellte J.E. Lange ein überarbeitetes Artkonzept vor. Dazu trennte er die Art in zwei Arten auf und beschrieb mit Cortinarius trivalis eine neue Art, die weitgehend C. collinitus im Sinne von Fries entspricht. Langes Artauffassung wurde später auch von M.M. Moser und anderen Autoren übernommen und entspricht dem heutigen Artkonzept.
1888 beschrieb der amerikanische Mykologe Charles Horton Peck mit Cortinarius muscigenus eine neue nordamerikanische Schleierlingsart. Spätere Untersuchungen zeigten, dass dieses Taxon synonym zur europäischen Art C. collinitus im Sinne von Lange und M.M. Moser ist. Um den missverständlichen Namen C. collinitus zu vermeiden, schlugen daher einige Mykologen vor, stattdessen Pecks Namen für dieses Taxon zu verwenden. Ein weiteres Synonym das in der Literatur auftaucht ist Cortinarius cylindripes Kauffm. im Sinne von Lange und M. Moser. Dabei handelt es sich aber um eine unzulässige Verwendung des Namens, da es sich bei dem von C.H. Kauffman beschriebenen Taxon, um eine eigenständige, nordamerikanische Art handelt.

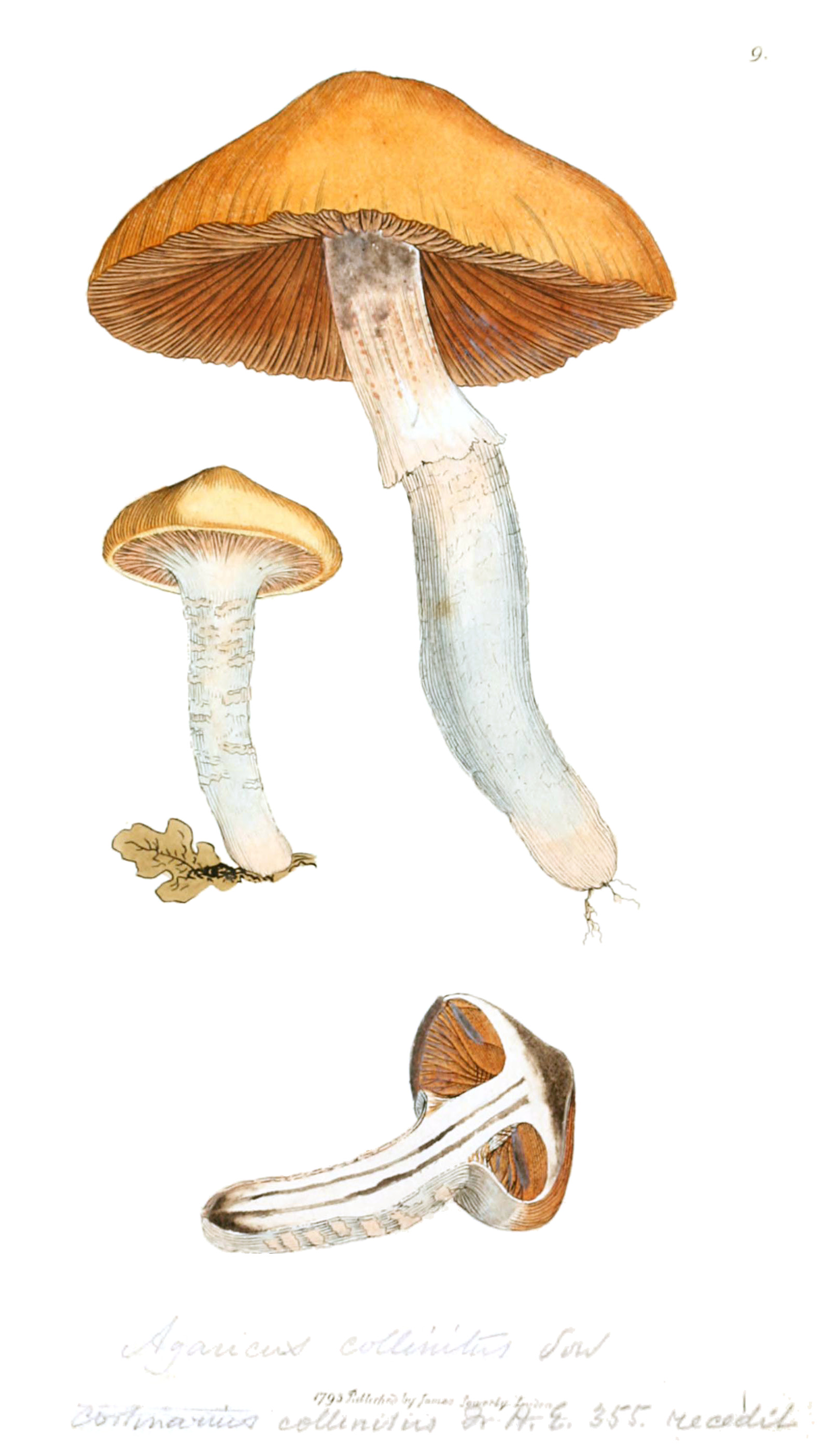
J. Sowerbys A. collinitus
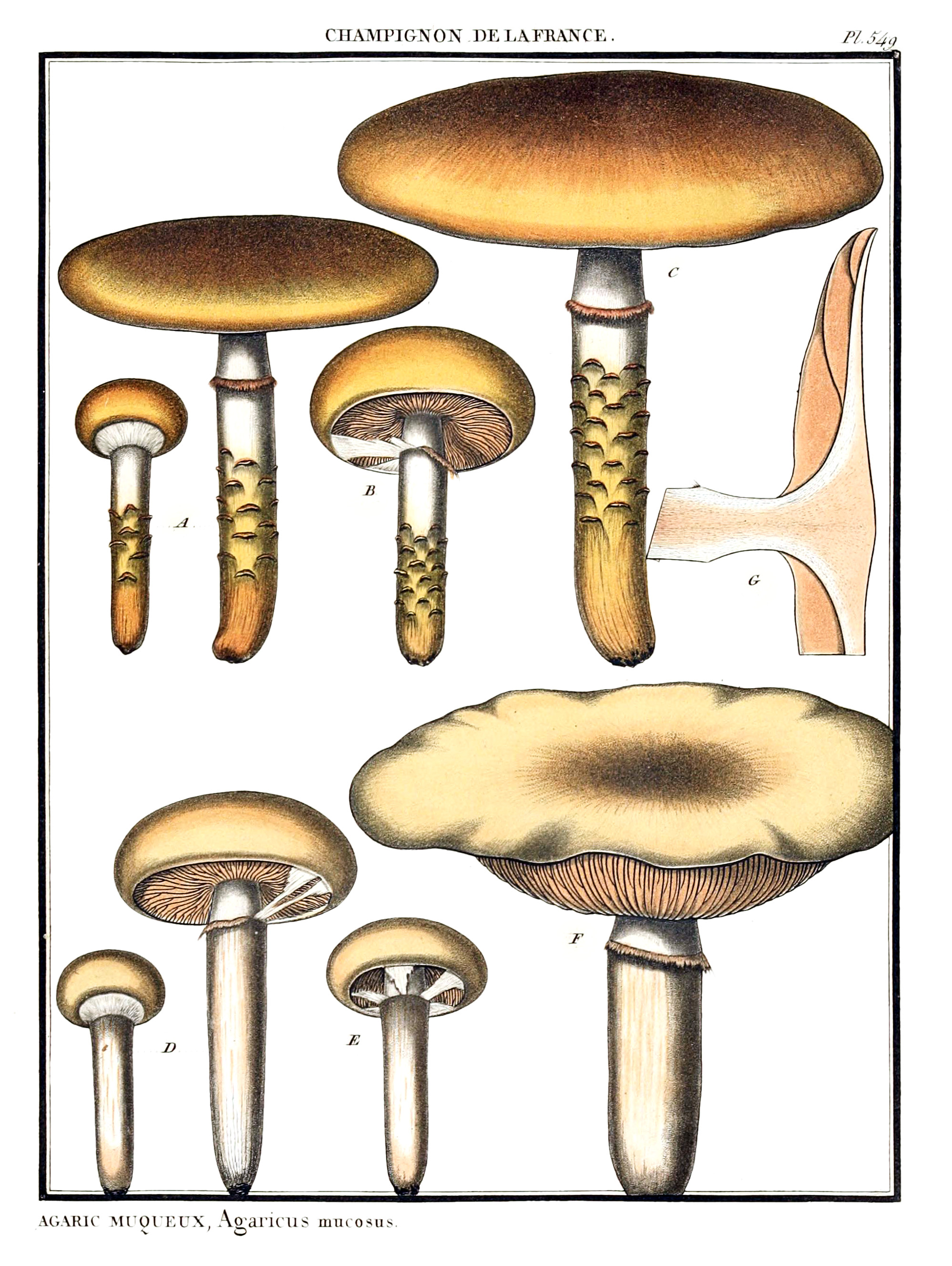
P. Bulliards Tafel 549
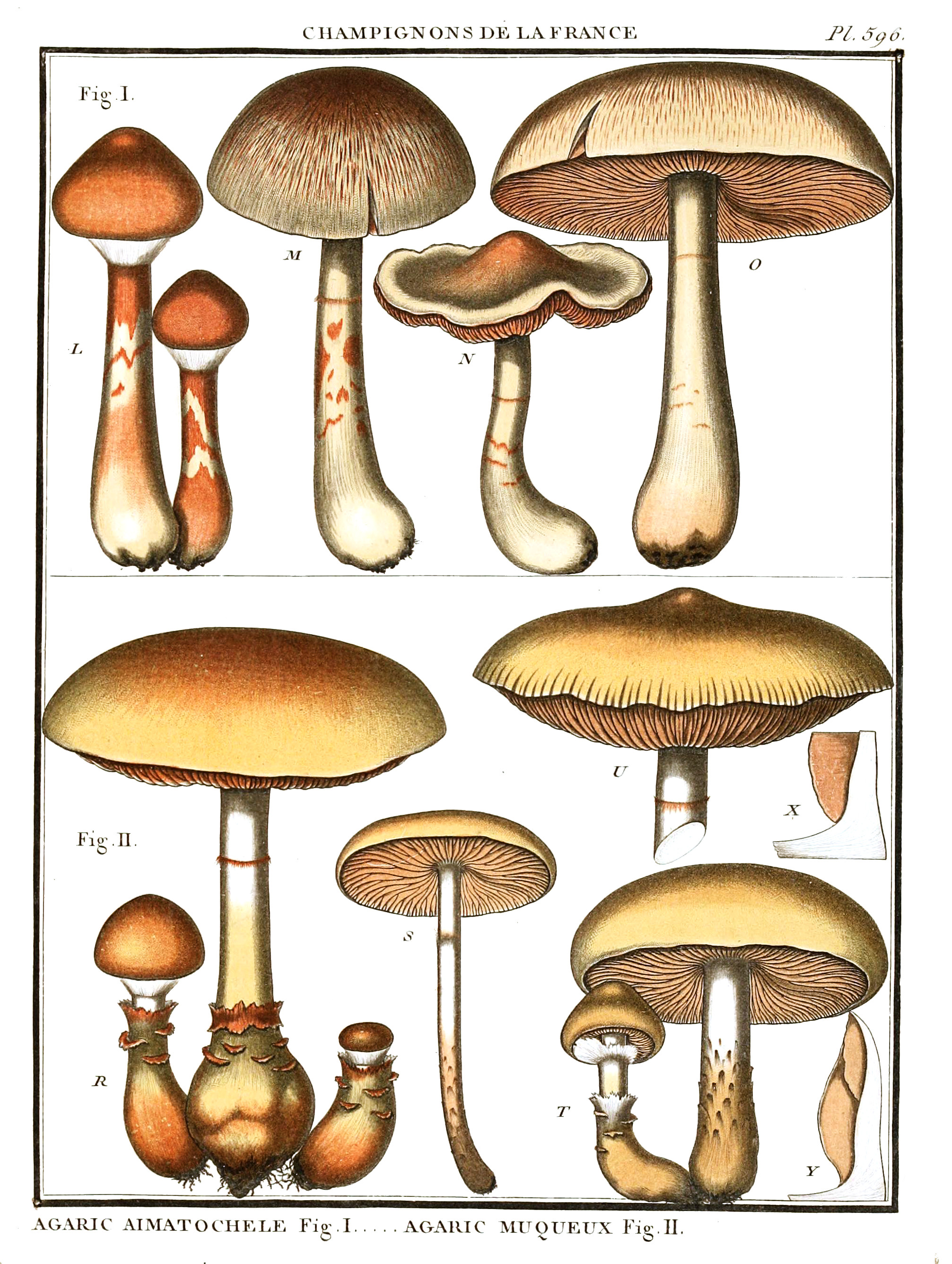
P. Bulliards Tafel 596
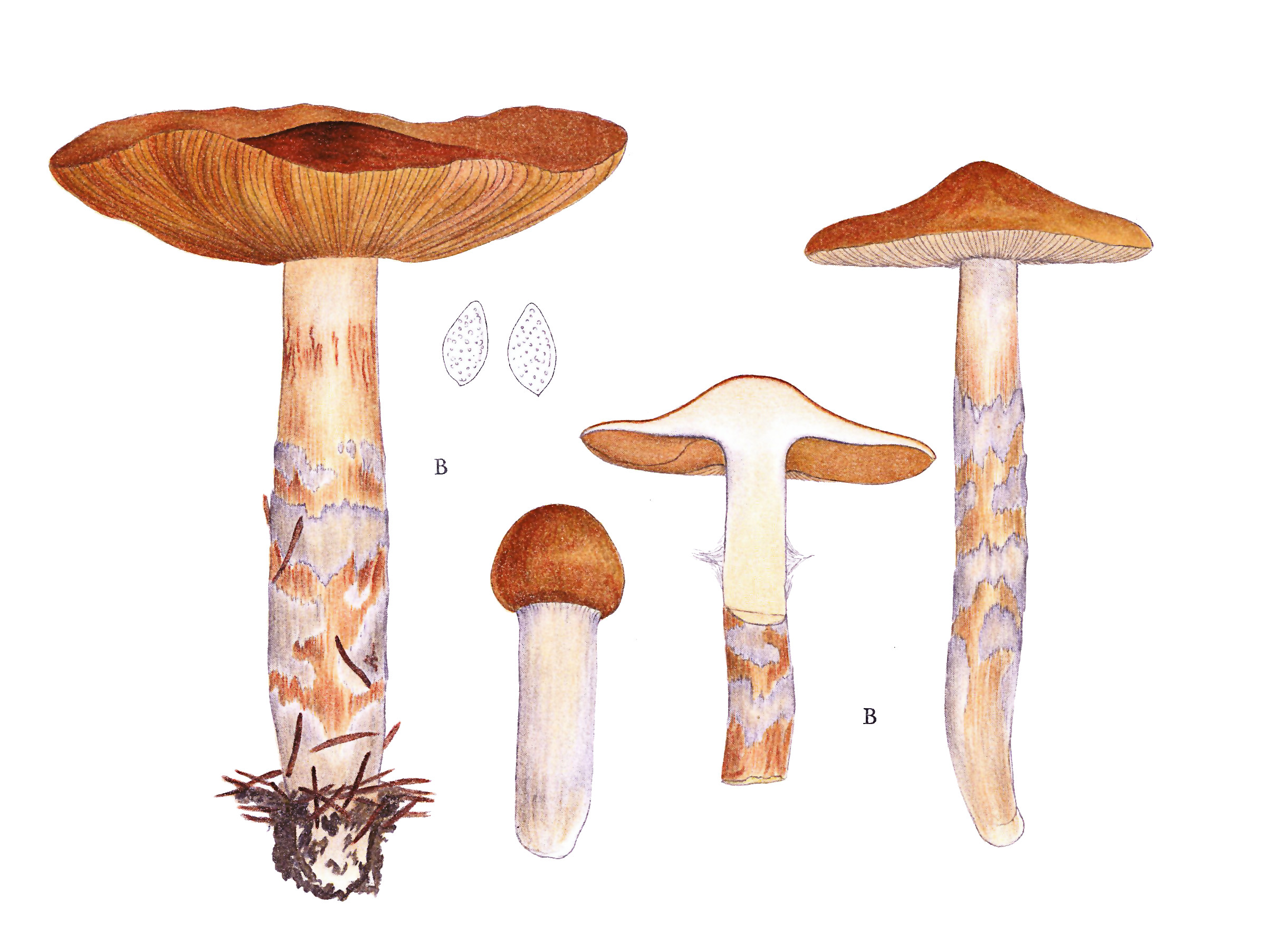
J.E. Langes C. collinitus

## Bedeutung
Der Blaustiel-Schleimfuß ist essbar und gehört zu den gut schmeckenden Schleierlingen.